# Arbetaren (1902)
Arbetaren  -- Organ för arbetarne i Motala med omnejd (stavas så) hette en tidning grundad 1902 som gavs ut till 1906. Den bytte sedan undertitel till Organ för arbetarne i Östergötland.
Första halvåret kom tidningen ut en gång i veckan på lördagar. Större delen av 1903 kom den ut 2 dagar i veckan, onsdag och lördag. Från den 7 december 1903 till tidningens nedläggning den 30 november 1906 var det en tredagarstidning som kom ut på kvällen. Utgivare var Motala arbetarkommun och tidningen var socialdemokratisk. Redaktionen satt i Motala. Första året som var mindre än två månader kostade tidningen 30 öre. 1904-1906 kostade tidningen 4.60 kr. Tidningen hade 4-6 sidor.
Tidningen trycktes med bara svart och med typsnittet antikva 1902-11-15--1903-09-26 på J. F. Ahlströms efterträdare i Motala. 1903-09-30--1906-11-30 trycktes den på Arbetarens boktryckeri i Motala.
| Period                 | Ansvarig utgivare                   | Titel             | Period                 | Redaktör          |
| 1902-11-12--1904-08-26 | Stenholm, Gustaf Wilhelm Gustafsson | Skomakeriarbetare | 1902-11-15--1903-03-28 | ingen uppgift     |
| 1904-08-27--1906-07-27 | Ekström, Johan Anton Magnusson      | Redaktör          | 1903-04-01--1904-05-02 | Norrléen, Wilhelm |
| 1906-07-28--1906-11-30 | Hållberg, Gustaf Sigvard            | Timmerman         | 1904-05-04--1904-05-09 | ingen uppgift     |
|                        |                                     |                   | 1904-05-04--1904-05-09 | Ekström, Anton    |
|                        |                                     |                   | 1906-08-04--1906-11-30 | Sjögren, Carl     |